# 賽姆楊·安托諾夫
賽姆楊·谢尔盖耶维奇·安托諾夫（俄语：Семён Сергеевич Антонов，1989年7月18日—），俄羅斯籃球運動員。他現在效力於VTB籃球聯賽球隊諾夫哥羅德。他也代表俄羅斯國家籃球隊參賽。